# Educação aberta
O conceito educação aberta é uma espécie de expressão guarda-chuva que faz referência a um movimento educacional que visa permitir o livre acesso a oportunidades de aprendizagem. Alinha-se principalmente à meta 4 dos Objetivos do Desenvolvimento Sustentável das Nações Unidas, promovendo uma educação inclusiva, acessível, equitativa e de qualidade para todos.  O principal movimento associado à educação aberta é a produção e disseminação de conteúdos educacionais oferecidos como recursos educacionais abertos — recursos que no mínimo, fazem uso de uma licença aberta, como licenças Creative Commons, o que abre um leque de possibilidades pedagógicas como o uso, reuso, remix e distribuição livre de recursos educacionais. Para além a educação aberta promove tecnologias, protocolos e formatos abertos, e está, portanto associada à ética do software livre. Se expressa também em novas práticas de ensino e aprendizagem — práticas educacionais abertas. Estas estão associadas ao uso de novas formas de organização do ensino, com ênfase em colaboração (entre docentes, entre alunos e entre alunos e docentes).

## Definição
Não há um consenso em torno de uma definição do conceito, particularmente porque o termo "educação aberta" foi utilizado para descrever práticas diferentes, em contextos diferentes ao longo da história. Uma definição é focada na perspectiva do aluno:
Fomentar (ou ter à disposição) por meio de práticas, recursos e ambientes abertos, variadas configurações de ensino e aprendizagem, mesmo quando essas aparentam redundância, reconhecendo a pluralidade de contextos e as possibilidades educacionais para o aprendizado ao longo da vida.
Outra, define o movimento da Educação Aberta na cultura digital:
Movimento histórico que busca atualizar princípios da educação progressista na cultura digital. Promove a equidade, a inclusão e a qualidade através de práticas pedagógicas abertas apoiadas na liberdade de criar, usar, combinar, alterar e redistribuir recursos educacionais de forma colaborativa. Incorpora tecnologias e formatos abertos, priorizando o software livre. Nesse contexto, prioriza a proteção dos direitos digitais incluindo o acesso à informação, a liberdade de expressão e o direito à privacidade.

## História
O conceito de educação aberta foi utilizado para descrever diferentes movimentos educacionais ao longo da história. Alguns apontam que a educação formal segue uma trajetória de crescente abertura, evidente nos processos de inclusão de alunos no ensino formal ao longo do século XX e nas diferentes maneiras de aprender e ensinar que foram surgindo ao longo do tempo. A educação aberta é um fenômeno emergente, embora não seja novo e tenha raízes no início do século XX. Alguns eventos marcam o início deste movimento que visam a educação aberta: a criação do Conselho Internacional de Educação Aberta e a Distância no Canadá em 1938 e a abertura da Universidade Aberta no Reino Unido em 1969.

### Open schooling
Em meados dos anos 60 e 70 foi associado ao movimento do open schooling (escola aberta) que teve grande adesão nas escolas do ensino infantil da Inglaterra (também conhecido como Integrated Day Programme) e, posteriormente, nos Estados Unidos. A herança ideológica do open schooling estava associada à educação progressiva e a um enfoque no desenvolvimento "natural" da criança (e a filosofia educacional de Rousseau).
O movimento nunca atingiu uma coesão quanto ao que constituísse uma escola aberta versus uma escola fechada. No entanto, alguns elementos em comum podem ser elencados:
1. A organização do espaço físico
2. A organização do tempo
3. O processo de agrupamento dos alunos
4. A organização da instrução[9]

Em todas essas dimensões buscava-se promover uma maior flexibilidade e autonomia aos alunos e professores, reduzindo a rigidez do modelo escolar centrado em uma única sala de aula, com alunos da mesma idade e com métodos padronizados de ensino.

### Recursos educacionais abertos
A mais recente manifestação da educação aberta foi propulsionada pela oferta de recursos educacionais de maneira grátis e/ou livre online. O momento emblemático foi marcado pelo programa OpenCourseWare, criado em 2002 pelo Massachusetts Institute of Technology (MIT), e seguido por mais de 200 universidades e organizações. Com essa iniciativa, o MIT liberou conteúdos de uma grande quantidade de seus cursos online, desde vídeos até ementas de cursos com uma licença aberta. Para além da disponibilização de recursos, abriu-se uma discussão em torno do modelo de universidade presencial, frente a crescentes demandas por ensino superior no mundo. A provisão de recursos de maneira grátis levou ao surgimento dos MOOC ou cursos massivos online.[carece de fontes?]
Similar à Declaração de Berlim sobre o Acesso Livre ao Conhecimento nas Ciências e Humanidades do movimento Open Access, são os objetivos e intenções de Educação Aberta especificado na declaração de Ensino Aberto na Cidade do Cabo, no qual o papel dos recursos educacionais abertos é central.

## MOOC ou Curso Aberto Conectado Massivo
MOOC ou Curso Aberto Conectado Massivo — Massive Open Online Course — é um curso mediado por tecnologia, de livre acesso e sem limites de participantes. O termo surgiu em um curso sobre Conectivismo conduzido em 2008. Há atualmente uma cisão no movimento com base no conceito de abertura, há dois tipos de MOOCs: cMOOC e xMOOC. No formato original, mais alinhado ao conectivismo, encontram-se os cMOOCs, os quais dão menor ênfase nas plataformas e na certificação, e maior enfoque na efetiva abertura dos recursos e das atividades. No xMOOC enfatiza-se a disponibilidade dos recursos e das oportunidades de aprendizagem, que tendem a girar em torno de apresentações em vídeos e atividades/questionários. Esse modelo é particularmente evidente nos cursos de empresas como Coursera e Udacity, dentre outros. Há um contraste no que tange o uso de recursos e dados abertos; nas MOOCs comerciais, os recursos, apesar de grátis, não são "abertos". Um modelo alternativo é do OERu, que oferta cursos abertos utilizando exclusivamente recursos educacionais abertos.
Provedores de MOOCs ou de cursos abetos incluem:
| Projeto        | Origem                    | Fundação | Descrição |
| -------------- | ------------------------- | -------- | --- |
| Canvas Network | Estados Unidos            | 2008     | Plataforma para cursos baseada no LMS da mesma empresa com o nome Canvas. Seu software está disponível em código aberto. |
| Coursera       | Estados Unidos, Stanford  | 2012     | Empresa de tecnologia educacional fundada pelos professores de ciência da computação Andrew Ng e Daphne Koller da Universidade Stanford. |
| edX            | Estados Unidos            | 2012     | Uma parceria entre MIT e Harvard que conta com cursos de diversas outras universidades. Sua plataforma de software está disponível em código aberto. |
| FutureLearn    | Inglaterra                | 2012     | Uma plataforma não comercial da Open University. |
| OpenCourseWare | Estados Unidos, Cambridge | 1999     | Movimento organizado de disponibilização de aulas gratuitas pela internet iniciado em 1999 pela Universidade de Tubinga, na Alemanha, mas que se tornou célebre apenas em outubro de 2002, após o lançamento das aulas no MIT, logo acompanhadas pelas universidades de Yale, Michigan e Berkeley. Atualmente, diversas universidades mundo afora participam do projeto. |
| OpenHPI        | Alemanha                  | ?        | Plataforma de cursos abertos do Hasso-Plattner-Institut, focados em tecnologia da informação e comunicação, oferecidos em inglês e alemão. |
| Udacity        | Estados Unidos, Stanford  | 2011     | Iniciados por professores universitários, foca mais em cursos técnicos e profissionais. |
| OERu           | Nova Zelândia             | 2013     | Organizado pela OER Foundation é baseada totalmente em software livre e recursos educacionais abertos. É apoiada por um grupo de instituições de diferentes países que se unem em torno da oferta de cursos abertos, cobrando pela certificação dos mesmos ao final do curso.                                                                                            |